# 野淵昶
野淵 昶（のぶち あきら、1896年〈明治29年〉6月22日 - 1968年〈昭和43年〉2月1日）は日本の舞台演出家、映画監督。

## 人物・経歴
1896年6月22日、奈良県奈良市油留木町に生まれる。同市の花芝町に暮らす祖父母のもとで育てられる。祖父である野淵龍潜が1909年に亡くなった後、現在の大阪府堺市に移住。1914年、堺中学校(現在の三国丘高校)卒業後、同志社大学神学部、京都帝国大学文学部英文科で学ぶ。
京都帝国大学在学中の1918年、エラン・ヴィタール小劇場を結成して日本の戯曲家では武者小路実篤、秋田雨雀、久米正雄、谷崎潤一郎らの劇、海外の戯曲家ではアントン・チェーホフ、アルトゥル・シュニッツラー、ロード・ダンセイニ、グレゴリー夫人、ジョン・ミリントン・シング、ショーン・オケイシーらの劇を上演。
1933年、滝川事件を契機にエラン・ヴィタール小劇場を離脱して、翌年新興キネマに入社。1935年、トーキー『長崎留学生』でデビュー後、1955年の『怪談牡丹燈籠』まで30本以上の映画を発表。エラン・ヴィタール主宰者、映画監督として活動する間に入江たか子、沢島忠、森光子らを育成。
1968年2月1日午後3時25分、京都大学医学部附属病院で急性肺炎のために息を引き取る。享年71。

## 監督作品
| 公開年 | 作品名             | 製作 / 配給 | 脚本、脚色（原作）         | 主な出演者                                                       |
| ------ | ------------------ | ----------- | -------------------------- | ---------------------------------------------------------------- |
| 1935年 | 『長崎留学生』     | 新興キネマ  | 竹井諒                     | 月形龍之介、森静子、杉山昌三九、久松三津枝                       |
| 1935年 | 『白牡丹』         | 千恵プロ    | 左八阪                     | 片岡千恵蔵、鈴木澄子、月形龍之介、団徳麿                         |
| 1936年 | 『大尉の娘』       | 新興キネマ  | 森田信義（原作・中内蝶二） | 井上正夫、水谷八重子                                             |
| 1937年 | 『勤王田舎侍』     | 新興キネマ  | 原健一郎（原作・大仏次郎） | 大友柳太郎、市川男女之助、山田五十鈴、森静子                     |
| 1937年 | 『吉田御殿』       | 新興キネマ  | 原健一郎                   | 山田五十鈴、大友柳太郎、月形龍之介、浅香新八郎、市川男女之助     |
| 1938年 | 『静御前』         | 新興キネマ  | 八尋不二                   | 山田五十鈴、大友柳太郎、梅村蓉子、森光子                         |
| 1938年 | 『紀国屋文左衛門』 | 新興キネマ  | 野淵昶                     | 市川右太衛門、森静子                                             |
| 1939年 | 『中将姫』         | 新興キネマ  | 野淵昶                     | 松浦妙子、森静子、鈴木澄子、原聖四郎                             |
| 1939年 | 『紫式部』         | 新興キネマ  | 野淵昶                     | 歌川絹枝、浅香新八郎、鈴木澄子                                   |
| 1939年 | 『娘義太夫』       | 新興キネマ  | 野淵昶                     | 高山広子、市川男女之助、梅村蓉子                                 |
| 1940年 | 『女人峠』         | 新興キネマ  | 野淵昶                     | 大友柳太郎、国友和歌子、市川男女之助、森静子                     |
| 1940年 | 『明治の女』       | 新興キネマ  | 野淵昶                     | 森静子、歌川絹枝、国友和歌子、市川男女之助、雲井八重子、森光子   |
| 1940年 | 『夫婦二世』       | 新興キネマ  | 野淵昶                     | 市川男女之助、松浦妙子、荒木忍、梅村蓉子                         |
| 1941年 | 『愛の砲術』       | 新興キネマ  | 野淵昶                     | 月形龍之介、市川男女之助、羅門光三郎、市川登美                   |
| 1942年 | 『お市の方』       | 大映        | 野淵昶（原作・谷崎潤一郎） | 宮城千賀子、月形龍之介、大友柳太郎、荒木忍                       |
| 1943年 | 『火砲の響』       | 大映        | 野淵昶（原作・吉川英治）   | 嵐寛寿郎、市川春代、月形龍之介                                   |
| 1944年 | 『ベンガルの嵐』   | 大映        | 野淵昶                     | 羅門光三郎、宇佐美淳、月丘夢路、逢初夢子                         |
| 1945年 | 『生ける椅子』     | 大映        | 里見弴（原作・小田進）     | 阪東妻三郎、高峰三枝子、月形龍之介、平井岐代子                   |
| 1946年 | 『恋三味線』       | 大映京都    | 野淵昶                     | 嵐寛寿郎、月宮乙女、羅門光三郎、伊志井寛                         |
| 1947年 | 『田之助紅』       | 大映京都    | 野淵昶（原作・舟橋聖一）   | 嵐雛助、月形龍之介、喜多川千鶴、高山広子                         |
| 1947年 | 『白粉帖』         | 大映京都    | 野淵昶（原作・堤千代）     | 水谷八重子、徳大寺伸、小杉勇                                     |
| 1948年 | 『好色五人女』     | 大映京都    | 野淵昶                     | 花柳小菊、坂東好太郎、毛利菊枝、高山広子                         |
| 1948年 | 『千姫御殿』       | 大映京都    | 野淵昶                     | 花柳小菊、岡譲二、月形龍之介、小杉勇、沢村貞子                   |
| 1949年 | 『幽霊列車』       | 大映京都    | 小国英雄（原作・朽木綱博） | 柳家金語楼、花菱アチャコ、横山エンタツ、日高澄子                 |
| 1949年 | 『女殺し油地獄』   | 大映京都    | 野淵昶                     | 坂東好太郎、月形龍之介、志村喬、日高澄子、沢村貞子               |
| 1950年 | 『復活』           | 大映東京    | 依田義賢                   | 京マチ子、小林桂樹、滝沢修                                       |
| 1950年 | 『姉妹星』         | 大映東京    | 依田義賢                   | 三益愛子、三條美紀、大日方伝、菅井一郎                           |
| 1951年 | 『愛染橋』         | 大映京都    | 依田義賢、野淵昶           | 田中絹代、岡譲二、三橋達也                                       |
| 1952年 | 『滝の白糸』       | 大映東京    | 依田義賢（原作・泉鏡花）   | 京マチ子、森雅之、星美智子、浪花千栄子                           |
| 1953年 | 『千姫』           | 宝塚映画    | 寿々喜多呂九平             | 浅茅しのぶ、東郷晴子、八千草薫、寿美花代、山形勲、杉山昌三九     |
| 1953年 | 『悲剣乙女桜』     | 宝塚映画    | 中川博之、入来一二         | 浅茅しのぶ、故里明美、新珠三千代、東郷晴子、山茶花究、杉山昌三九 |
| 1955年 | 『怪談牡丹燈籠』   | 東映京都    | 野淵昶                     | 東千代之介、田代百合子                                           |

## 著書
- 『Short stories of to-day』平野書店、1929年
※キャサリン・マンスフィールド、ジョセフ・コンラッド、リアム・オフラハティ（英語版）、ジョン・ゴールズワージー、ジェイムズ・ジョイス、A・E・コッパード、D・H・ロレンスの短編作品を収録。

- 『One-act plays of to-day』平野書店、1929年
※A・A・ミルン、スタンリー・ホートン（英語版）、ハロルド・ブリッグハウス（英語版）、セント・ジョン・グリア・アーヴィン、ユージン・オニール、ジョン・ゴールズワージー、ジャネット・オーガスタス・マークス（英語版）の一幕物を収録。

- 『演出入門』推古書院、1949年